# Geovani Silva
Geovani Silva (Vitória, 6 de abril de 1964) é um ex-futebolista e político brasileiro.
Iniciou sua carreira aos 16 anos pela Desportiva. Em 1982 foi transferido ainda para o time de juniores do Vasco da Gama e meses depois já estava no time profissional. Em São Januário onde ficou famoso, virou idolo (disputou 408 jogos e marcou 50 gols pelo Vasco) e se tornando um dos maiores camisas 8 da história do clube, e jogando ao lado de craques como Romário e Roberto Dinamite. Ainda em 1982 foi campeão Carioca e revelação do campeonato. No ano seguinte foi campeão do Mundial Sub-20 fazendo o gol do titulo. Jogou pelos clubes europeus Bologna e Karlsruher SC, além do mexicano Tigres. De volta ao Brasil, defendeu ainda o ABC, Serra, Rio Branco, Tupy e Vilavelhense, e foi convocado 23 vezes para a Seleção Brasileira de Futebol, marcando 5 gols. Encerrou sua carreira em 2002. Foi eleito em 2002 deputado estadual do estado do Espírito Santo.

## Carreira

### Desportiva
Na temporada de 1980 a Desportiva Ferroviária vinha como atual campeã estadual e conquistou o bicampeonato contando com a maior estrela já revelada em suas categorias de base: o menino de ouro Geovani, que virou ídolo da Tiva. Ele foi o grande destaque da equipe e conseguiu a incrível façanha de vencer, no mesmo ano, os estaduais das categorias Júnior, Juvenil e Profissional. Neste mesmo ano, a equipe grená realizou a melhor participação da história de um clube do Espírito Santo no Campeonato Brasileiro, ficando entre os 16 melhores times da competição.
Não demorou para que ele seguisse os passos de tantos conterrâneos e fosse morar no estado vizinho, o Rio de Janeiro. O Vasco, atento aos talentos espírito-santenses, assegurou a contratação de Geovani em 1982, quando ele ainda tinha 18 anos.
em 2000 Geovani voltou ao clube grená que o lançou e conquistou o terceiro Capixabão seguido, e por clubes diferentes.

### Vasco da Gama
Habilidoso, inteligente e bastante técnico, excelente cobrador de faltas, Geovani foi um armador à moda antiga, que corria pouco e jogava sempre de cabeça erguida. Considerado um dos maiores meias da história do Vasco, clube que defendeu, entre idas e vindas, por 12 anos, entre 1983 e 1995, onde ganhou o apelido de Pequeno Príncipe.
Em meados de 1982, diante da hegemonia do Flamengo de Zico, então campeão mundial, o Vasco foi a Vitória buscar no Desportiva um meia de 18 anos gordinho, meio “marrento”, mas muito talentoso, que era a grande revelação local e alvo de comparações com Diego Maradona.
Geovani estreou pelos profissionais do clube de São Januário em agosto de 1982, entrando no segundo tempo da derrota para o Bangu por 2 a 1, no primeiro turno. Na final da Taça GB - para variar, entre o Vasco de Roberto Dinamite e o Flamengo de Zico - já era titular e, audacioso, deu um lençol no camisa 10 da Gávea com um Maracanã lotado como sua platéia. Mas na seqüência da competição estadual, Geovani acabou pagando por sua irregularidade – compreensível pela idade e rapidez com que tudo aconteceu no início da carreira – e perdeu a vaga de titular na fase decisiva do campeonato para Ernani. Do banco de reservas, assistiu ao time de Antonio Lopes surpreender o arquirrival e, com a vitória por 1 a 0, sagrar-se campeão carioca depois de quatro anos amargando vice-campeonatos.
Em 1987, as coisas começaram a melhorar, com Geovani sendo titular absoluto na conquista do Campeonato Carioca. No ano seguinte, mais maduro e determinado a disputar as Olimpíadas e, posteriormente, sua primeira Copa do Mundo, Geovani resolveu aprimorar o combate aos adversários e emagreceu. Seu futebol evoluiu demais e ele foi o craque da temporada no Brasil, levando o Vasco ao bicampeonato estadual e à melhor campanha do Brasileiro, que só terminaria no início de 1989 com o Bahia campeão, mas quatro pontos atrás do time de Geovani, eliminado nas quartas-de-final, mesmo com quatro partidas a mais.
1989, em uma negociação recorde na época, o Vasco vendeu Geovani para o Bologna da Itália por U$ 8 milhões. Após duas temporadas na Europa o craque retornou ao Vasco em 1991 e permaneceu até 1993, o meia só não foi tri estadual no ano do tetra brasileiro nos EUA porque aceitou a proposta do Tigres para jogar no futebol mexicano. Em 1995, voltou para mais seis meses, sendo essa sua última passagem pelo Vasco da Gama.
Em São Januário, Geovani conquistou cinco Campeonatos Estaduais (1982, 1987, 1988, 1992 e 1993), disputou 408 jogos e marcou 50 gols. Virou ídolo não só pelo tempo de casa e pelos troféus, mas pelos lances plásticos, os dribles e os lançamentos perfeitos. Certamente, um dos jogadores mais técnicos que já passaram pela Colina.

### Bologna
O brasileiro Geovani, ídolo do Vasco, só atuou um ano na Itália e, mesmo irregular, foi querido pela torcida do Bologna.
O ídolo do Gigante da Colina no Brasileirão também atuou pela seleção brasileira, com a qual disputou 23 jogos, com cinco gols marcados. No entanto, os melhores momentos do jogador vestindo verde e amarelo foi com as equipes de base: foi campeão mundial sub-20 e eleito o melhor da competição em 1983 e, como titular, conquistou a prata nos Jogos Olímpicos de Seul, em 1988. O reconhecimento em solo nacional e internacional fez com que ele contrariasse a história de uma das equipes mais antigas da Itália: o Bologna não tinha tradição de dar espaço para brasileiros em seu elenco, mas cedeu ao talento de Geovani.
A equipe do estádio Renato Dall’Ara apostava que o meia-atacante repetiria na Emília-Romanha os momentos que fizeram com que ele se tornasse um dos jogadores mais adorados pela torcida cruz-maltina. Geovani foi contratado pelo presidente Gino Corioni para dar classe a um time com alguns bons e veteranos jogadores, como Bruno Giordano, Antonio Cabrini e Massimo Bonini. Durante a única temporada em que jogou na Itália, o capixaba ajudou os felsinei a alcançarem a oitava posição na Serie A e a classificação à Taça UEFA. O Pequeno Príncipe até conseguiu repetir a boa forma dos tempos de Vasco, mas somente em alguns momentos.
O brasileiro atuou em 27 jogos, mas foi escalado como titular em apenas 18 – dos quais, permaneceu até o fim em somente sete. Apesar disso, um dos grandes momentos do Pequeno Príncipe vestindo rossoblù foi o golaço que decidiu o Dérbi dos Apeninos, contra a Fiorentina. Após encerrar as atividades como jogador, Geovani teve sua importância reconhecida pelo Bologna mesmo tendo passado apenas um ano na Emília-Romanha: querido pela torcida, participou das festividades pelo centenário do clube, em 2009.
No fim da participação bolonhesa na Serie A, Geovani acabou sendo negociado com o Karlsruher, da Alemanha, mas também atuou poucas vezes pelo clube azulino. Após dar uma mão e ajudar o KSC a não ser rebaixado, o Pequeno Príncipe foi repatriado pelo Vasco e voltou à Colina.

### Final de carreira
Em 1996, atuou por ABC-RN e XV de Jaú-SP. Em 1997, disputou o Campeonato Capixaba pelo Rio Branco e o Brasileiro pela Desportiva, seu primeiro clube. Em 1998 foi campeão capixaba pelo Linhares e em 1999, aos 35 anos, levou o então modesto Serra a ser campeão, sendo considerado pela crônica esportiva o craque do campeonato. Como se não bastasse, em 2000 Geovani voltou ao clube grená que o lançou e conquistou o terceiro Capixabão seguido, e por clubes diferentes. Em 2001, o craque passou pelo Rio Branco e  encerrou a carreira em 2002, no Vilavelhense, aos 38 anos.

## Homenagens a Geovani

### Reportagem especial
No dia 17 de fevereiro de 2008 o programa Esporte Espetacular, da Rede Globo, transmitiu uma reportagem especial em homenagem a Geovani, entrevistando-o em Vitória, sua cidade natal, mostrando momentos marcantes de sua carreira, como sua chegada ao Vasco da Gama, seus títulos conquistados dentro do clube e suas convocações para a Seleção Brasileira, da qual foi o capitão nas Olimpíadas de 1988. Também mostrou a sua condição atual: Geovani estava debilitado por uma doença rara chamada Polineuropatia, e se locomovia com a ajuda de uma bengala. Porém, Geovani estava se recuperando bem da enfermidade e disse que não seria vencido por ela.
No decorrer da entrevista Geovani apresentou seus filhos Geovani Filho, Andrey e mencionou o caçula Gabriel. Depois foram apresentadas gravações de alguns amigos do jogador com declarações sobre o mesmo. Os amigos eram Romário e Zé do Carmo, seus companheiros de equipe no Vasco, e também Edmundo. Todos revelaram estar torcendo para a recuperação total de Geovani. Edmundo disse que Geovani foi um dos que mais o ajudaram dentro do Vasco, Romário disse ser um amigo com quem Geovani sempre podia contar e Zé do Carmo disse estar orando e torcendo em favor do amigo.
E no fim da entrevista foi mostrado ao vivo que Geovani estava em sua casa assistindo à sua homenagem e ainda teve a visita surpresa de seu grande amigo Roberto Dinamite, que também fez sua homenagem a Geovani.

### Visita a São Januário
No dia 8 de março de 2008 Geovani voltou a São Januário, estádio do Vasco da Gama, com a companhia dos seus filhos Geovani Filho e Andrey, que pretendem seguir os passos do pai dentro do clube que o consagrou. Foi homenageado em pleno estádio antes de começar o jogo entre Vasco e Duque de Caxias.

### Pontapé inicial
Geovani, ainda apoiando-se com uma bengala, deu o pontapé inicial do jogo entre Flamengo e Vasco no dia 13 de julho de 2008, pelo primeiro turno do Campeonato Brasileiro do mesmo ano.

## Títulos
Desportiva
- Campeonato Capixaba: 1980 e 2000

Vasco da Gama
- Campeonato Carioca: 1982, 1987, 1988, 1992 e 1993
- Taça Guanabara: 1986, 1992 e 1987
- Taça Rio: 1984, 1988, 1992 e 1993
- Copa Rio Estadual: 1992 e 1993
- Copa TAP (EUA): 1987
- Copa Ouro (EUA): 1987
- Troféu Ramón de Carranza: 1987 e 1988
- Torneio João Havelange: 1993
- Troféu Cidade de Zaragoza: 1993
- Troféu Cidade de Barcelona: 1993
- Troféu Palma de Mallorca: 1995
- Taça Cidade de Juíz de Fora: 1986 e 1987
- Taça Jerônimo Bastos: 1988

Seleção Carioca
- Campeonato Brasileiro de Seleções Estaduais: 1987

Serra
- Campeonato Capixaba: 1999

Seleção Brasileira
- Copa América: 1989
- Copa do Mundo FIFA Sub-20: 1983
- Campeonato Sul-Americano Sub-19: 1983
- Jogos Olímpicos: 1988 (Prata)

Prêmios individuais
- Bola de Ouro da Copa do Mundo FIFA Sub-20

Artilharias
- Copa do Mundo FIFA Sub-20: (6 gols)